# Катич, Димитрие
Дими́трие Ка́тич (серб. Димитрије Катић; 1843—1899) — сербский политический деятель.

## Биография
С 1874 года, с перерывами, был депутатом Скупщины; сначала принадлежал к либеральной партии, затем вместе с Тодоровичем, Пашичем и другими стал одним из основателей Радикальной партии. Истинный и последовательный демократ, он всю жизнь оставался крестьянином и мелким торговцем, не стремясь сделаться политическим деятелем по профессии; был наиболее уважаемым членом своей партии, никогда не соглашавшимся на компромиссы с правительством ради портфеля или иной награды. С 1889 года до переворота 1894 года, вовсе устранившего его на несколько лет с политического поприща, он был то вице-председателем, то председателем Скупщины.